# 戴维·卡尔
戴维·卡尔（西班牙語：David Cal，1982年10月10日—），西班牙男子皮划艇运动员。他曾代表西班牙参加2004年、2008年和2012年夏季奥林匹克运动会皮划艇比赛，获得一枚金牌和四枚银牌。